# 赵燕 (政治人物)
赵燕（1936年1月—），女，天津人，中华人民共和国政治人物，曾任河北省政协副主席，中国民主建国会中央委员会常务委员，第六届全国人大代表，第九、十届全国政协委员。
2002年12月，中国民主建国会第八次全国代表大会在北京召开，并选举产生第八届中央委员会，他当选常务委员。